# Хан Рісерч Лабораторіз (футбольний клуб)
Футбольний клуб «Хан Рісерч Лабораторіз» (англ. Khan Research Laboratories Football Club, урду ‎خان ریسرچ لیبارٹریز فٹ بال کلب،) — футбольна секція пакистанського дослідницького закладу «Khan Research Laboratories». Клуб базується в місті Равалпінді, та проводить домашні ігри на стадіоні «Хан Рісерч Лабораторіз». Раніше клуб грав у Національному футбольному чемпіонаті та Прем'єр-лізі Пакистану. Клуб регулярно бере участь у Кубку виклику Пакистану. Клуб 5 разів вигравав Прем'єр-лігу Пакистану та 6 разів Кубкок виклику. З 11 трофеями «Хан Рісерч Лабораторіз» є найуспішнішим клубом країни. Це єдиний пакистанський клуб, який дійшов до континентального клубного фіналу, Кубка президента АФК 2013 року, в якому програв з рахунком 0-1 туркменському клубу «Балкан».

## Історія

### Ранні роки
Футбольна команда «Хан Рісерч Лабораторіз» була створена в 1995 році. Клуб брав участь у Національному футбольному чемпіонаті в сезоні 1998 року, де програв 2-0 «Еллаєд Банку» в чвертьфіналі. Наступного року команда дійшла до півфіналу національного чемпіонату, фінішувавши першими у своїй групі, та вигравши обидва групові матчі з рахунком 4–1 і 6–3 проти «Пакистан Рейлвейз» і «Балочістан Ред» відповідно. «Хан Рісерч Лабораторіз» перемогли «Карачі Метрополітен» 4–0 і «Пакистан Рейлвейз» 3–2 по пенальті після нічиєї 2–2 в основний час. У півфіналі команда програла клубу ВМС Пакистану з рахунком 0-1. У сезоні 2000 року «Хан Рісерч Лабораторіз» дійшли до 1/8 фіналу чемпіонату, очоливши групу після перемоги над «Пенджаб Грінс» і ВАПДА 8–1 і 3–0 відповідно. У 1/8 фіналу клуб програв з рахунком 1–0 команді «Карачі Порт Траст», яка посіла друге місце в тому сезоні. Наступного сезону команда знову очолила групу, перемігши «Пакистан Поліс» і «Сінд Грінс» 1–0 і 5–1 відповідно, Саджад з «Хан Рісерч Лабораторіз» в останньому матчі зробив хет-трик. У 1/8 фіналу клуб переміг «Юніверсіті Грант Комішн» з рахунком 6–0, при цьому Алла Наваз забив 4 голи в матчі. У чвертьфіналі «Хан Рісерч Лабораторіз» переміг «Еллаєд Банк» з рахунком 3–2, а в півфіналі переміг свого суперника по груповому раунду «Пакистан Поліс» з рахунком 2–1. У фіналі «Хан Рісерч Лабораторіз» зіграв унічию з ВАПДА з рахунком 1-1, але програв з рахунком 4–3 по пенальті. У сезоні 2002 року клуб учетверте поспіль виграв групу, перемігши «Юніверсіті Грант Комішн» 5–1, і зіграв унічию 1–1 з «Сінд Ред». У 1/8 фіналу «Хан Рісерч Лабораторіз» переміг «Балочістан Грін» з рахунком 1-0. Далі клуб переміг команду федеральних племінних територій з рахунком 2–1 у чвертьфіналі, та програв команді пакистанської армії з рахунком 0–1 у півфіналі.

### Епоха Прем'єр-ліги: 2004—2019 роки
«Хан Рісерч Лабораторіз» стала домінуючою командою з початку оновленої пакистанської Прем'єр-ліги, фінішувавши третім у сезоні 2004—2005 років, забивши 98 голів у 30 матчах (співвідношення голів 3,26 голи за матч), вигравши 23, зігравши внічию 4 матчі, і програвши 3 матчі. Команда посіла третє місце в наступних 4 сезонах, 2005—2006 років, 2006—2007 років, 2007—2008 років і 2008—2009 років, перш ніж виграти перший титул чемпіона країни в сезоні 2009—2010 років, коли команда виграла чемпіонат лише за різницею м'ячів після набраних двома командами рівної кількості в 60 очок. «Хан Рісерч Лабораторіз» мала різницю м'ячів +32 проти +22 в команди пакистанської армії. Команда в цьому сезоні зробила дубль, вигравши Національний футбольний кубок виклику 2009 року, в якому перемогла у фіналі «Пакистан Ерлайнс» з рахунком 1–0. У сезоні 2010—2011 років команда посіла друге місце після переможця ліги ВАПДА. Проте клуб успішно захистив титул володаря Національного футбольного кубка виклику, перемігши у фіналі команду ВМС Пакистану з рахунком 4–0. «Хан Рісерч Лабораторіз» виграв 3 чемпіонські титули поспіль у сезонах 2011—2012, 2012—2013 та 2013—2014 років. У сезонах 2011—2012 та 2012—2013 років «Хан Рісерч Лабораторіз» двічі поспіль зробив дубль, вигравши лігу та Кубок Виклику. У останніх сезонах команда виграла чемпіонат після того, як їх зірковий форвард Калімулла Хан забив 35 голів, у тому числі зробив 7 хет-триків. У сезоні 2014—2015 років команда зайняла шосте місце після відходу своїх зіркових гравців, Калімулли Хана та Мухаммада Аділа, до киргизького клубу «Дордой». Команда виграла ще два Кубки Виклику в 2015 і 2016 роках, ставши найуспішнішим клубом у Національному Кубку Виклику, загалом вигравши турнір 6 разів. «Хан Рісерч Лабораторіз» виграв свій п'ятий титул чемпіона країни у сезоні 2018—2019 років після перемоги над «Сью Саутерн Гез» з рахунком 4-0 в останньому турі, після чого він став найуспішнішим клубом з моменту заснування пакистанської Прем'єр-ліги.

### Азійські змагання
Перша поява «Хан Рісерч Лабораторіз» в азійському клубному турнірі відбулася в 2010 році на Кубку президента АФК, де команда посіла друге місце на груповому етапі після клубу «Вахш». На Кубку президента АФК 2012 року пакистанська команда посіла друге місце на груповому етапі після того, як зіграла внічию 0–0 проти клубів «Ерчім» і «Тайпауер», потрапивши до фінального етапу, де команда посіла останнє місце в групі. Перемога в чемпіонаті в 2012 році дала можливість клубу взяти участь у Кубку президента АФК 2013 року. На груповому етапі, що відбувся у травні 2013 року, пакистанська команда зіграла проти киргизького клубу «Дордой», філіппінського клубу «Глобал» та бутанського клубу «Їдзін». «Хан Рісерч Лабораторіз» зіграв унічию з «Дордоєм» 1–1, переміг «Глобал» 2–0, і також обіграв «Їдзін» з рахунком 8-0. Пакистанський клуб посів друге місце в групі після «Дордою» за різницею м'ячів, оскільки обидва клуби мали по 7 очок у 3 зустрічах. Завдяки цьому результату клуб кваліфікувався до фінального групового етапу, який відбувся у вересні 2013 року. На фінальному груповому етапі вони зіграли проти палестинського клубу «Гіляль Аль-Кудс» та свого суперника з першого групового етапу, «Дордоя». «Хан Рісерч Лабораторіз» виграв обидві гри, та вийшли у фінал, де програв з рахунком 0-1 туркменській команді «Балкан». На Кубку президента АФК 2014 команда фінішувала в низу групи на першому етапі.

### Після 2023 року
Після перебудови футбольних змагань у країні в 2023 році клуби секцій організацій і підприємств, зокрема «Хан Рісерч Лабораторіз», продовжили виступати лише в Національному кубку виклику.

## Титули і досягнення
- Чемпіон Пакистану (5): 2009—2010, 2011—2012, 2012—2013, 2013—2014, 2018—2019
- Володар Кубка Пакистану (6): 2009, 2010, 2011, 2012, 2015, 2016
- Фіналіст Кубка президента АФК: 2013